# Личное счастье
«Личное счастье» — советский пятисерийный телевизионный художественный фильм 1977 года, снятый режиссёром Леонидом Пчёлкиным. Премьера фильма состоялась 20 сентября 1977 года на телевидении СССР.

## Сюжет
Действие фильма происходит в 1970-х годах в городе Привольске (вымышленный город, но по сюжету город является областным центром в РСФСР, который в годы Великой Отечественной войны находился в оккупации). События фильма разворачиваются вокруг семьи Дорошиных. Глава семьи — Павел Николаевич — главный конструктор завода, его жена — Анастасия Михайловна — заведующая кафедрой литературы в университете. Старший сын — Илья — санитарный врач.
Илья Дорошин выступает за закрытие винного завода, располагающегося в подвалах домов в центре города. Но в подвалах во время Великой Отечественной войны были спрятаны документы гестапо, в которых скрыта тайна о гибели партизанского подполья района. Участники гибели подполья (Аркадий Радун и Игорь Иринархов) знают о существовании архива и пытаются его вывезти, чтобы скрыть следы своего участия в помощи нацистам в годы войны. Для этого они пытаются всячески воспрепятствовать закрытию завода с помощью клеветы на семью Дорошиных и компромата на директора завода Бабулова.
Параллельно развиваются и другие события: в Привольск приезжает съёмочная группа для подготовки художественного фильма о судьбе Анастасии Дорошиной, а главный режиссёр театра Александр Канавин пишет пьесу об Анастасии Дорошиной, Илья Дорошин знакомится с актрисой Ириной Замятиной и они женятся, Павел Дорошин разрабатывает новую модель экскаватора, который после некоторых дискуссий с руководством, вскоре запускают в производство, Илья Дорошин основательно проверяет новые дома перед введением в строй на санитарные правила.
В первой серии фильма в одном из эпизодов герои исполняют песню «Рябина» («Что шумишь, качаясь…») на слова Ивана Сурикова.
В конце второй серии в одном из эпизодов герой фильма — Аркадий Радун — смотрит по телевизору в гостинице советский фильм 1963 года «Пропало лето».
В начале третьей серии показан эпизод из спектакля «Безумный день, или Женитьба Фигаро», где герои фильма — Александр Канавин и Ирина Замятина — играют роли Фигаро и Сюзанны.

## В ролях
- Михаил Ульянов — Павел Николаевич Дорошин, главный конструктор экскаваторного завода Привольска
- Людмила Чурсина — Анастасия Михайловна Дорошина, жена Павла Николаевича Дорошина, заведующая кафедрой зарубежной литературы в университете Привольска, во время ВОВ — подпольщица-связная партизанского отряда
- Евгений Киндинов — Илья Павлович Дорошин, старший сын Анастасии Михайловны и Павла Николаевича Дорошиных, главный санитарный врач района Привольска, со 2-й серии — муж Ирины Замятиной и квартирант у Агриппины Тикоцкой
- Виталий Юшков — Иван Павлович Дорошин, младший сын Анастасии Михайловны и Павла Николаевича Дорошиных, токарь на экскаваторном заводе Привольска (серии 1, 3-5)
- Олег Даль — Александр Никоныч Канавин, художественный руководитель, главный режиссёр и актёр театра Привольска (серии 1, 3)
- Георгий Жжёнов — Алексей Трофимович Ширяев, председатель городского совета Привольска
- Ирина Печерникова — Ирина Замятина, актриса театра Привольска, со 2-й серии — жена Ильи Дорошина и квартирантка у Агриппины Тикоцкой
- Евгений Лебедев — Аркадий Матвеевич Радун, главный бухгалтер курортторга Сочи, со 2-й серии — главный бухгалтер винного завода Привольска
- Александр Голобородько — Игорь Феофанович Иринархов, электрик винного завода Привольска
- Юрий Горобец — Михаил Эрастович Бабулов, директор винного завода и оптовой базы Привольска
- Татьяна Пельтцер — Агриппина Савельевна Тикоцкая, адвокат (серии 2-4)
- Лев Дуров — Вячеслав Иванович Кукоша, друг Агриппины Тикоцкой, бывший жокей (серии 2-5)
- Елена Кондратова — Лидия, приемная дочь Анастасии Михайловны и Павла Николаевича Дорошиных (серии 1, 4-5)
- Альбина Матвеева — Леокадия Кривоногова, актриса театра Привольска (серия 3)
- Вячеслав Расцветаев — Сергей Иннокентьевич Горонин, писатель, сценарист (серии 1-2, 5)
- Ёла Санько — Ольга Владимировна, вторая жена Бабулова (серии 4-5)
- Юрий Васильев — Петр Максимович, редактор городской газеты Привольска (озвучил Феликс Яворский) (серия 3)
- Юрий Каюров — Евгений Иванович, директор экскаваторного завода Привольска (серии 2-4)
- Борис Кудрявцев — Георгий Михайлович, брат Анастасии Дорошиной, председатель колхоза (серии 1-2)
- Алексей Кутузов — Валерий Радун, сын Аркадия Радуна, пианист (серии 1, 5)
- Алексей Кузнецов — Никита Мелков, приятель Ильи Дорошина, сотрудник облплана, депутат городского совета Привольска (серии 1-2, 5)
- Галина Самохина — Таисия Федоровна, жена Аркадия Радуна (серия 1)
- Надежда Федосова — Паша, жена Георгия Михайловича (серия 1)
- Георгий Шевцов — Альберт Петрович Макеев, кинорежиссёр (серии 1, 5)
- Александр Силин — Сережа, юный следопыт (серия 1)
- Лидия Малюкова — Елена Васильевна, жена Алексея Ширяева (серии 3-5)
- Григорий Острин — Григорий Панфилович Стишилов, главный санитарный врач Привольска (серии 2-3, 5)
- Ольга Викландт — вдова последнего мужа Агриппины Тикоцкой, покупательница люстры у Тикоцкой (серии 2, 5)
- Валериан Виноградов — Валентин Фомич Максимцев, инженер-строитель новых домов в Привольске (серии 2, 4)
- Сергей Тихонов — Олег Васильевич Петров, секретарь обкома (озвучил Артём Карапетян) (серии 3-5)
- Надежда Каратаева — участковый врач (серия 4)
- Михаил Бычков — Перелыкин, рабочий завода (серии 1, 4)
- Анатолий Игонин — рабочий завода (серия 1, эпизод)
- Марина Ишимбаева — секретарь санитарной инспекции (серия 1, эпизод)
- Надежда Самсонова — жительница дома по соседству с винным заводом (серия 1, эпизод)
- Зоя Василькова — жительница дома по соседству с винным заводом (серия 1, эпизод)
- Любовь Калюжная — колхозница с внуком на велосипеде (серия 1, эпизод)
- Улдис Лиелдидж — офицер гестапо в годы ВОВ (серия 1, эпизод)
- Клавдия Козлёнкова — секретарша Алексея Ширяева (серия 2, эпизод)
- Василий Цыганков — руководитель строительства жилых домой (серия 2, эпизод) (нет в титрах)
- Таисия Додина — актер театра Привольска (серия 3, эпизод)
- Григорий Гай — актер театра Привольска (серия 3, эпизод)
- Игорь Кашинцев — артист театра Привольска (серия 3, эпизод)
- Владимир Груднев — работник ипподрома, знакомый Вячелава Кукоши (серия 4, эпизод)
- Анатолий Пешков — Владимир Артюхов, студент университета (серия 4, эпизод)
- Иван Косых — Василий Карпович Дронов, председатель облплана (серия 5, эпизод)
- Елена Вольская — жена Василия Карповича (серия 5, эпизод)
- Галина Киндинова — Анечка, секретарша Стишилова (серия 5, эпизод)
- Юрий Лихачев — Пашкевич, подполковник, дежурный по областному управлению КГБ (серия 5, эпизод)
- Сергей Жирнов — сотрудник КГБ (серия 5, эпизод)

## Съёмочная группа
- Автор сценария: Афанасий Салынский
- Режиссёр-постановщик: Леонид Пчёлкин
- Оператор-постановщик: Евгений Гуслинский
- Художники-постановщики: Борис Бланк и Валерий Степанов
- Композитор: Андрей Петров
- Текст песни «Память»: Татьяна Калинина, исполнитель — Сергей Никитин

## Технические данные
- Производство: Творческое объединение «Экран»
- 5-серийный, телевизионный художественный фильм, цветной
- Формат изображения: 4:3 (1,33:1)
- Продолжительность: 347 мин.

## Место съёмок
Съёмки фильма прошли в Ярославле.